# Ibiza (Amnesia)
Ibiza is een single van de Belgische newbeatformatie Amnesia uit 1988. De single had geen B-kant.
Het nummer stond van 22 oktober 1988 tot 10 december 1988 in de Top 50 en bereikte als hoogste positie de 20e plaats.
Het liedje verscheen op het album Hysteria. Producer was Bruno Van Garsse.
n 2007 kwam er een remix van uit door Kloq. In 2012 maakten Mumbai Science er hun eigen versie van.